# Сен-Сеоль
Сен-Сео́ль (фр. Saint-Céols) — коммуна во Франции, находится в регионе Центр. Департамент — Шер. Входит в состав кантона Экс-д’Анжийон. Округ коммуны — Бурж.
Код INSEE коммуны — 18202.
Коммуна расположена приблизительно в 185 км к югу от Парижа, в 95 км юго-восточнее Орлеана, в 24 км к северо-востоку от Буржа.

## Население
Население коммуны на 2008 год составляло 18 человек.
| 1962 | 1968 | 1975 | 1982 | 1990 | 1999 | 2008 |
| ---- | ---- | ---- | ---- | ---- | ---- | ---- |
| 38   | 42   | 27   | 22   | 25   | 32   | 18   |

## Администрация
| Период | Период | Фамилия          | Партия | Примечания |
| ------ | ------ | ---------------- | ------ | ---------- |
| 1953   | 1959   | Люсьен Фишер     |        |            |
| 1959   | 1971   | Моиз Байи        |        |            |
| 1971   | 1983   | Кристиан Жийе    |        |            |
| 1983   | 2001   | Моник Фишер      |        |            |
| 2001   | 2014   | Венсан Фонсагрив |        |            |

## Экономика

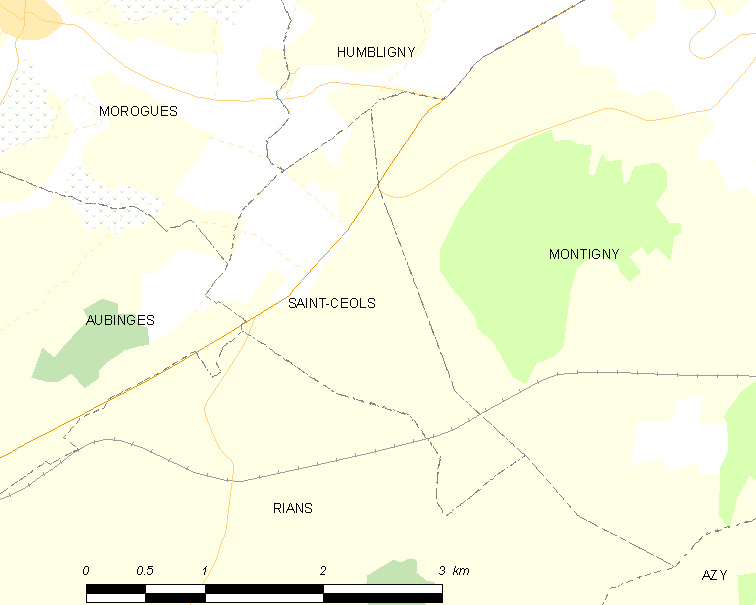
Карта коммуны

В 2007 году среди 13 человек в трудоспособном возрасте (15-64 лет) 10 были экономически активными, 3 — неактивными (показатель активности — 76,9 %, в 1999 году было 77,8 %). Из 10 активных работали 9 человек (4 мужчины и 5 женщин), безработной была 1 женщина. Среди 3 неактивных 2 человека были учениками или студентами, 0 — пенсионерами, 1 был неактивным по другим причинам.